# نخست‌زیستی میانه
| ابردوران   | دوران             | دوره    | میلیون سال پیش |
| ---------- | ----------------- | ------- | -------------- |
| پیشین‌زیستی | پیشین‌زیستی دیرینه | سیدرین  | → پس از آن     |
| نخست‌زیستی  | نو                | نو      | ۲۵۰۰ - ۲۸۰۰    |
| نخست‌زیستی  | میانه             | میانه   | ۲۸۰۰ - ۳۲۰۰    |
| نخست‌زیستی  | دیرینه            | دیرینه  | ۳۲۰۰ - ۳۶۰۰    |
| نخست‌زیستی  | سپیده‌دم           | سپیده‌دم | ۳۶۰۰ - ۴۰۰۰    |
| هادئن      | هادئن             | هادئن   | → پیش از آن    |

نخست‌زیستی میانه (انگلیسی: Mesoarchean) سومین دوره زمین‌شناسی از نخست‌زیستی است که ۳٬۲۰۰ تا ۲٬۸۰۰ میلیون سال پیش طول کشید.
این تقسیم بندی زمانی قراردادی است و بر مبنای چینه‌شناسی نیست. سنگ‌واره‌های پیدا شده در استرالیا نشان می‌دهند که استروماتولیت‌ها (stromatolite) در این دوره پدید آمدند. نخستین ابرقاره Vaalbara در این دوره گسسته شد.